# Kurt Tank
Kurt Tank, född 24 februari 1898 i Bromberg, död 5 juni 1983 i München, var en tysk flygplanskonstruktör och testpilot. Han var Focke-Wulfs chefsingenjör från 1931 till 1945 och konstruerade flera flygplan som var av stor betydelse för Luftwaffe under andra världskriget, bland annat Fw 190 och Fw 200. Han var en av de mest framåtblickande flygplanskonstruktörerna under kriget och även om flygplan som Ta 183 och Ta 283 aldrig blev verklighet hade de stort inflytande på utvecklingen av jetflygplan som F-86 Sabre, MiG-15 och Saab 29 Tunnan.

## Uppväxt
Tank föddes 1898 i Bromberg, Provinsen Posen i dåvarande kejsardömet Tyskland. Hans far, Willy Tank, var sergeant i 3:e divisionen och hans farfar hade tjänstgjort vid Ulanerna. När första världskriget bröt ut blev han därför övertalad att följa familjetraditionen och bli kavallerist trots att han helst hade valt flygtrupperna.

## Karriär
Efter kriget studerade Tank elektroteknik vid Technische Universität Berlin och tog examen 1923. Året efter tog han flygcertifikat. Därefter arbetade han en kort tid vid Rohrbach Metall-Flugzeugbau innan han började vid Albatros Flugzeugwerke. Albatros gick i konkurs 1929 och uppgick 1931 i Focke-Wulf. Tanks första helt egna konstruktion var Focke-Wulf Fw 44 som också blev Focke-Wulfs första stora kommersiella framgång. År 1936 började Tank arbeta på Focke-Wulf Fw 200 Condor efter en specifikation från Lufthansa. Den första prototypen premiärflög bara ett år senare och gjorde den första non-stop flygningen från Berlin till New York.

### Andra världskriget

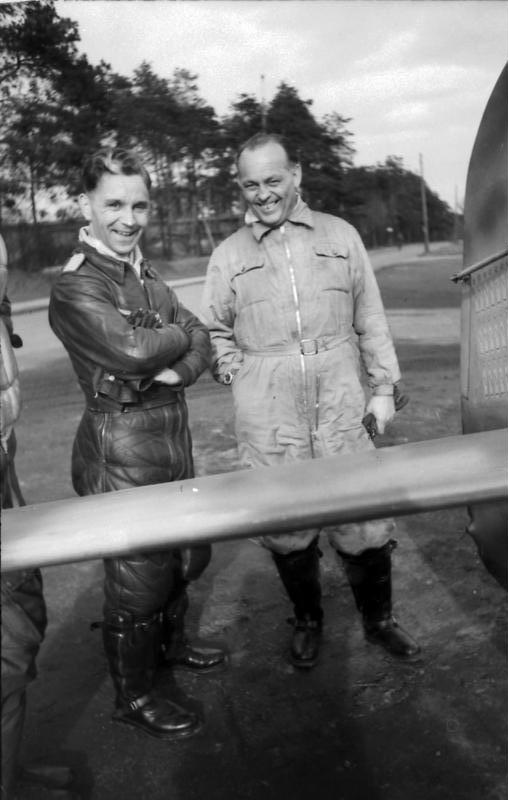
Kurt Tank tillsammans med flygaresset major Günther Specht vid dennes Fw 190, juli 1944.

Tanks mest berömda flygplan var Focke-Wulf Fw 190 som när det togs i tjänst 1941 var överlägset alla allierade jaktflygplan. Som ett erkännande av hans framgång utnämndes han 1943 till Hedersprofessor vid Braunschweigs tekniska universitet. Året efter beslutade Reichsluftfahrtministerium att alla nya flygplanskonstruktioner skulle betecknas efter konstruktören och inte tillverkaren. Tanks nästa flygplan, en vidareutveckling av Fw 190, fick därför beteckningen Ta 152.
| ”           | Dies waren die Hintergedanken bei der Entwicklung der Focke-Wulf 190: es sollte kein Rennpferd, sondern viel mehr ein Dienstpferd, wie es die Kavallerie nannte, werden.Dessa var tankarna bakom utvecklingen av Focke-Wulf 190: den skulle inte vara en kapplöpningshäst, utan snarare en tjänstehäst, som kavalleriet kallade det. | „ |
| – Kurt Tank | |   |

Under slutet av kriget var Tank den flygplanskonstruktör som bäst förstod att utnyttja fördelarna med reaktionsdrift. Hans konstruktion Ta 183 ”Huckebein” kom aldrig längre än till en vindtunnelmodell, men den visade att pilvingar kunde höja det kritiska machtalet tillräckligt mycket för att tillåta flygning i transsonisk fart. Flygplan som amerikanska F-86 Sabre, sovjetiska MiG-15 och svenska Saab 29 Tunnan är alla mer eller mindre baserade på Ta 183. 
Tanks mest framåtblickande konstruktion var dock Ta 283, ett raket- och ramjetdrivet jaktflygplan konstruerat för att kunna bryta igenom ljudvallen. Den var när den konstruerades tänkt att bli dubbelt så snabb som något annat jaktflygplan.

### Efterkrigstiden

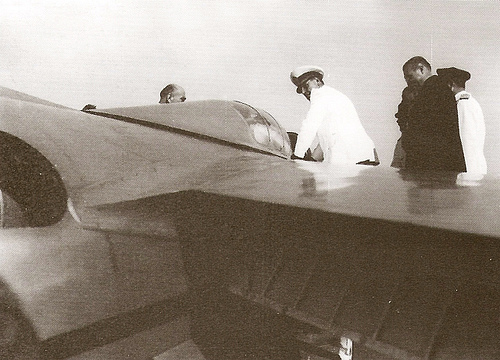
Kurt Tank demonstrerar prototypen av FMA IAe 33 Pulqui II för Argentinas president Juan Perón, 1950.

Under hösten 1946 flyttade Tank till Córdoba i Argentina och började arbeta för Instituto Aerotécnico som var en del av den statliga flygplanstillverkaren Fábrica Militar de Aviones. Där kunde han fullfölja det påbörjade arbetet med Ta 183 i form av FMA IAe 33 Pulqui II som i princip var en Ta 183 med förstorad flygkropp för att få plats med den större motorn Rolls-Royce Nene. Efter att president Juan Perón avsatts valde många exiltyskar att lämna Argentina och tillverkningen av Pulqui II upphörde 1959. Kurt Tank flyttade till Indien där han började arbeta för Hindustan Aeronautics. Där konstruerade Tank jaktbombflygplanet HAL HF-24 Marut som var Indiens första inhemskt konstruerade stridsflygplan. År 1970 återvände Tank till Tyskland där han tidvis arbetade som konsult åt MBB. Han avled i München 1983.